# Кулско
 Тази статия е за историко-географската област.  За общината вижте Кула (община).  
Кулско е историко-географска област в Северозападна България, около град Кула.
Територията ѝ съвпада приблизително с някогашната Кулска околия, а днес включва общините Кула, Грамада и Бойница, почти цялата община Макреш (без Подгоре и Толовица от Белоградчишко), както и селата Войница, Долни Бошняк и Каленик днес в община Видин. Разположена е в най-северозападната част на Дунавската равнина. Граничи с Неготинско на север, Видинско на изток, Белоградчишко на юг и Княжевацко и Зайчарско на запад.